# Polonia Mateos Pérez
Polonia Mateos Pérez (Brozas, 17 de febrero de 1886-Cáceres, 4 de enero de 1938), conocida como La partera, fue una matrona republicana española fusilada por el franquismo.

## Trayectoria
Polonia María Francisca Mateos Pérez, nació cerca del municipio de Brozas (Cáceres). Era hija de José María Mateos Hernández, natural de Frades de la Sierra (Salamanca) y de Ezequiela Pérez Sánchez, natural de Las Veguillas (Salamanca), una familia de ganaderos trashumantes, que se habían instalado en Extremadura. Estudió la carrera de matrona y desde la primera década del siglo xx residía y ejercía en Arroyo del Puerco, actualmente Arroyo de la Luz. Allí conoció a Ramón Díaz Agudo, originario de Córdoba, pintor de profesión, fundador y primer presidente del PSOE del municipio y miembro de la UGT. Se casaron el 13 de julio de 1912 y tuvieron seis hijos.
En 1931, con el advenimiento de la República, Ramón Díaz ocupó varios cargos y Polonia Mateos, aunque no quería comprometerse políticamente, se sintió obligada a aceptar el cargo de secretaria de la Agrupación Socialista de las Mujeres de Arroyo, hecho que le causó la pérdida de clientela entre las personas de derechas. El 19 de julio de 1936, al inicio de la guerra civil española, Ramón Díaz encabezó (sin la presencia de Mateos) una gran manifestación de apoyo al gobierno legítimo, con el lema Defender la República. Sin embargo, los sublevados se impusieron y se desató una atroz represión. Por precaución, Ramón Díaz ya no regresó a su casa. Mateos le llevó comida y ropa a su escondite, después su esposo huyó a Badajoz y más tarde a Madrid. Ella se quedó en el pueblo, con las hijas, ejerciendo su profesión, a pesar de los constantes registros e interrogatorios de los falangistas. Su situación se complicó cuando a mediados de octubre de 1937, se presentó, en su casa y de noche, el dirigente comunista Máximo Calvo Cano, exalcalde de Cadalso (Sierra de Gata) pidiéndole ayuda porque su mujer estaba de parto. Mateos le dio de comer y, más tarde, su hija Rosario le acompañó a casa de Máximo Bonilla Jabato, un militante jornalero de treinta y cinco años. Las autoridades franquistas se enteraron y Polonia Mateos fue detenida junto con Lucia Parra Cerrudo, que estaba embarazada además de varios convecinos. El hecho de ser la partera de la zona y haber ayudado a nacer a sus carceleros, la salvó de ser vejada, rapada y obligada a beber aceite de ricino. Permaneció en la prisión de Arroyo hasta el 13 de noviembre, que fue trasladada a la cárcel de Cáceres.
El 2 de enero de 1938 su hija Rosario, de veinte años, que había sufrido constantes interrogatorios, también fue enviada a prisión. Al día siguiente, a las seis de la tarde, fueron conducidas con un grupo de diez personas, entre ellas Máximo Bonilla, en la Diputación Provincial de Cáceres y fueron sometidas a un consejo de guerra que duró pocos minutos. Todos fueron sentenciados a muerte y fusilados en la madrugada del 4 de enero en el campo de tiro del Regimiento Argel número 27 de Cáceres, excepto la joven Rosario, que fue liberada en el último momento, gracias a la intervención de un policía. Las víctimas fueron enterradas en una fosa común en el cementerio de Cáceres.
En Extremadura, durante los primeros meses posteriores al golpe de Estado, fueron asesinadas al menos dos comadronas más: Manuela Anselma Hernández Flores, de Los Santos de Maimona (Badajoz) y Carmen Orellana Alcarazo, del barrio de San Roque de Badajoz. Otras fueron sometidos a consejos de guerra, prisión y depuración.